# Liste der Monuments historiques in Mouthier-Haute-Pierre
Die Liste der Monuments historiques in Mouthier-Haute-Pierre führt die Monuments historiques in der französischen Gemeinde Mouthier-Haute-Pierre auf.

## Liste der Immobilien
| Bezeichnung                   | Beschreibung | Standort                      | Kennzeichnung | Schutzstatus | Datum | Bild           |
| ----------------------------- | --- | ----------------------------- | ------------- | ------------ | ----- | -------------- |
| Kirche St-Laurent             | 1390 erbaut, mehrfach erweitert | Place Césaire-Phisalix (Lage) | PA00101694    | Classé       | 1926  | weitere Bilder |
| Priorat Mouthier-Haute-Pierre | Benediktinerkloster, angeblich im 7. Jahrhundert gegründet, nach der Französischen Revolution aufgelöst und 1793 als Nationalgut verkauft; Gebäudebestand vom 13. bis zum 18. Jahrhundert | Place du Prieuré (Lage)       | PA25000003    | Inscrit      | 1996  | weitere Bilder |
| Wohnhaus                      | aus dem 16. oder frühen 17. Jahrhundert | 16 rue Robert-Dame (Lage)     | PA25000082    | Inscrit      | 2014  |                |

## Liste der Objekte
| Bezeichnung                                                  | Beschreibung                                                                                | Standort                        | Kennzeichnung | Schutzstatus | Datum | Bild           |
| ------------------------------------------------------------ | ------------------------------------------------------------------------------------------- | ------------------------------- | ------------- | ------------ | ----- | -------------- |
| Kelch                                                        | Silber, vergoldet, Anfang des 19. Jahrhunderts, Goldschmied Nicolas Tournier                | in der Kirche St-Laurent (Lage) | PM25001782    | Inscrit      | 2005  |                |
| Kelch und Patene                                             | Silber, vergoldet, erste Hälfte des 19. Jahrhunderts, Goldschmied Jacques-Alexandre Basnier | in der Kirche St-Laurent (Lage) | PM25001783    | Inscrit      | 2005  |                |
| Kelch und Patene                                             | Silber, vergoldet, Anfang des 19. Jahrhunderts, Goldschmied Jean-François Marchand          | in der Kirche St-Laurent (Lage) | PM25001784    | Inscrit      | 2005  |                |
| Strahlenmonstranz                                            | Silber, vergoldet, gemarkt 1788                                                             | in der Kirche St-Laurent (Lage) | PM25001785    | Inscrit      | 2005  |                |
| Kreuzreliquiar                                               | Silber, bezeichnet 1825, Goldschmied Jean-Charles Cahier                                    | in der Kirche St-Laurent (Lage) | PM25001786    | Inscrit      | 2005  |                |
| Reliquienschrein des heiligen Laurentius                     | Silber, vor 1805                                                                            | in der Kirche St-Laurent (Lage) | PM25001788    | Inscrit      | 2005  |                |
| Kollektenteller                                              | Zinn, bezeichnet 1680, Zinngießer Claude-François Isolet                                    | in der Kirche St-Laurent (Lage) | PM25001789    | Inscrit      | 2005  |                |
| Kollektenteller                                              | Zinn, bezeichnet 1680, Zinngießer Thomas Ravier                                             | in der Kirche St-Laurent (Lage) | PM25001790    | Inscrit      | 2005  |                |
| Kollektenteller                                              | Zinn, bezeichnet 1680, Zinngießer Thomas Ravier                                             | in der Kirche St-Laurent (Lage) | PM25001791    | Inscrit      | 2005  |                |
| Statuenreliquiar Madonna mit Kind                            | Silber, bezeichnet 1669, Goldschmied Jean-Baptiste Thouverey                                | in der Kirche St-Laurent (Lage) | PM25001153    | Classé       | 1901  |                |
| Kreuzigungsgruppe                                            | Holz, farbig gefasst, um 1520, wohl aus der Werkstatt von Hans Geiler                       | in der Kirche St-Laurent (Lage) | PM25001154    | Classé       | 1916  |                |
| Retabel des Hauptaltars und der Seitenaltäre                 | Holz, farbig gefasst und vergoldet, 17. oder 18. Jahrhundert                                | in der Kirche St-Laurent (Lage) | PM25001155    | Classé       | 1916  |                |
| Kanzel                                                       | Eichenholz, 17. Jahrhundert                                                                 | in der Kirche St-Laurent (Lage) | PM25001156    | Classé       | 1916  | weitere Bilder |
| Prozessionskreuz                                             | Silber, erste Hälfte des 17. Jahrhunderts, Goldschmied Jean-Baptiste de Loisy               | in der Kirche St-Laurent (Lage) | PM25001157    | Classé       | 1970  |                |
| Reliquienmonstranz                                           | Silber, zwischen 1786 und 1789, Goldschmied Pierre-Ignace Thiébaud                          | in der Kirche St-Laurent (Lage) | PM25001158    | Classé       | 1970  |                |
| Gemälde Sieben Schmerzen Mariens                             | Ölfarbe auf Holz, 17. Jahrhundert                                                           | in der Kirche St-Laurent (Lage) | PM25001159    | Classé       | 1982  |                |
| Gemälde Die heiligen Blasius, Gregor und Agatha mit Stiftern | Ölfarbe auf Leinwand, Ende des 17. Jahrhunderts                                             | in der Kirche St-Laurent (Lage) | PM25001707    | Classé       | 1982  |                |
| Gemälde Anbetung der Könige                                  | Ölfarbe auf Leinwand, Ende des 16. Jahrhunderts                                             | in der Kirche St-Laurent (Lage) | PM25001708    | Classé       | 1982  |                |
| Reliquiar                                                    | Holz, 18. Jahrhundert                                                                       | in der Kirche St-Laurent (Lage) | PM25001787    | Inscrit      | 2005  |                |
| Statuenreliquiar Heiliger Laurentius                         | Silber, bezeichnet 1665, Goldschmied Jean-Jacques Arbilleur                                 | im Pfarrhaus (Priorat) (Lage)   | PM25001160    | Classé       | 1938  |                |